# مک‌ناری (اورگن)
مک‌ناری (به انگلیسی: McNary) یک منطقهٔ مسکونی در ایالات متحده آمریکا است که در شهرستان اوماتیلا، اورگن واقع شده‌است. مک‌ناری ۱۴۶٫۹۲ متر بالاتر از سطح دریا واقع شده‌است.